# 迪克森 (肯塔基州)
迪克森是美国肯塔基州的一座城市。建立于1861年，面积约为2.6平方公里（1平方英里）。根据2010年美国人口普查，该市的人口为786人。